# Marie Jules César Lelorgne de Savigny
Marie Jules César Lelorgne de Savigny (o Lelorgue de Savigny, Jules-César Savigny) ( Provins , 5 de abril de 1777 - 5 de octubre de 1851) fue un naturalista, zoólogo, botánico francés.
Participa de la campaña de Egipto como zoólogo especializado en invertebrados (1798–1802). A su retorno, publica entre 1809 y 1813 una cincuentena de planchas de insectos recolectados durante esa campaña. Con ceguera, Savigny no puede escribir los textos acompañantes. Victor Audouin acepta terminar el trabajo, pero Savigny no le entrega las planchas originales. Se publica por otros en 1811 un in-folio de 72 pp. y 14 planchas Système des oiseaux de l'Égypte et de la Syrie.

## Honores
- Nombrado miembro de la Academia de las Ciencias Francesa el 30 de julio de 1821

### Epónimos
Género botánico
- (Brassicaceae) Savignya DC.[2]

Especies animales
- Argiope savignyi
- Tethyum savignyi
- Trididemnum savignii Herdman 1886
- Sepia savignyi H. de Blainville, 1827
- Mitra savignyi Payraudeau, 1826
- Anachis savignyi Moazzo, 1939
- Savignyella Levinsen, 1909
- Ophiactis savignyi J. Müller & Troschel, 1842; Ljungman, 1867
- Siderastrea savignyana Milne Edwards & Haime, 1850
- Microcosmus savignyi Monniot, 1962
- Dynamenella savignii H. Milne Edwards, 1840
- Leptochelia savignyi Krøyer, 1842
- Savignyella Levinsen 1900
- Planaxis savignyi Deshayes, 1844
- Vexillum savignyi Payraudeau, 1826
- Diadema savignyi Michelin, 1845
- Thais savignyi G.P. Deshayes, 1844
- Goniopora savignyi Dana, 1846
- Loimia savignyi M'Intosh, 1885
- Ciona savignyi

## Obra
Savigny trabajó sobre la unidad fundamental de estructura de las piezas bucales que caracteriza a insectos y crustáceos, a pesar de la gran diversidad de regímenes alimentarios.
- La abreviatura «Savigny» se emplea para indicar a Marie Jules César Lelorgne de Savigny como autoridad en la descripción y clasificación científica de los vegetales.[3]

## Abreviatura (zoología)
La abreviatura Savigny  se emplea para indicar a Marie Jules César Lelorgne de Savigny como autoridad en la descripción y taxonomía en zoología.